# エッセン・フィルハーモニー管弦楽団
エッセン・フィルハーモニー管弦楽団 (エッセンフィルハーモニーかんげんがくだん、ドイツ語: Essener Philharmoniker) は、ドイツのノルトライン＝ヴェストファーレン州エッセンに本拠を置くオーケストラ。

## 概要
1899年エッセンの市立管弦楽団として設立された。市立の歌劇場であるアールト劇場の専属オーケストラも兼ねており、オペラやバレエの公演にも参加している。シンフォニーコンサートでは、音響の優れたフィルハーモニー・エッセンのアルフリード・クルップ・ザールを本拠地としている。

## 歴史
1899年にエッセン市のオーケストラとして設立。初代音楽監督は、ゲオルク・ヘンドリック・ヴィッテ。

1906年、グスタフ・マーラーが、自作の交響曲第6番を初演した。リヒャルト・シュトラウスやマックス・レーガーも客演し自作を指揮している。

第二次世界大戦後、戦災からの復興を経て、グスタフ・ケーニヒが30年以上の長期にわたり音楽総監督を務め、アンサンブルの基礎を再構築した。その後、日本でも馴染みの深いハインツ・ワルベルクが音楽総監督を務めている。

1988年にオペラハウス、アールト劇場が完成し、活動の新たな拠点となった。また、19世紀半ばからコンサート会場として使用され戦後再建された、楽団の本拠地であるフィルハーモニー・エッセンが2004年に大改修されオープンした。

## 歴代音楽総監督等
- ゲオルク・ヘンドリック・ヴィッテ (1899年–1911年)
- ヘルマン・アーベントロート (1911年–1916年)
- マックス・フィードラー (1916年–1933年)
- ヨハネス・シューラー (1933年–1936年)
- アルベルト・ビットナー (1936年–1944年)
- グスタフ・ケーニヒ (1944年–1975年)
- ハインツ・ワルベルク (1975年–1991年)
- ヴォルフ＝ディーター・ハウシルト (1991年–1997年)
- ステファン・ゾルテス (1997年–2013年)
- トマーシュ・ネトピル (2013年–2023年)
- アンドレア・サンギネティ (2023年- )[5]